# Айти, Киити
Кии́ти Айти (яп. 愛知 揆一 Айти Киити, родился 10 октября 1907, Токио, Япония — 23 ноября 1973, там же) — японский политик, занимал министерские посты в нескольких правительствах послевоенной Японии.
С 1931 по 1950 год Айти работал в министерстве финансов Японии, в том числе был главой секретариата министра (1946—1947) и начальником Управления банковской деятельности (1947—1950). Затем до 1954 года представлял Либерально-демократическую партию в Палате советников парламента Японии.
В 1954 году впервые вошёл в правительство в качестве министра внешней торговли и промышленности. С 1955 года постоянно избирался в нижнюю палату парламента. С 1957 по 1973 год занимал различные министерские посты в нескольких правительствах: был генеральным секретарём кабинета министров (1957—1958, 1966—1968), министром юстиции (1958—1959), министром образования (1964—1965), министром иностранных дел (1968—1971) и министром финансов (1972—1973).